# Salem (Massachusetts)
Salem es una ciudad ubicada en el condado de Essex del estado estadounidense de Massachusetts.
La también llamada «Ciudad de las Brujas» (Witch City) debido a los juicios que tuvieron lugar entre los años 1692 y 1693, está situada en la costa atlántica estadounidense, a 25 km al norte de Boston.
Fue fundada por el conquistador inglés Roger Conant en el año 1626, por lo cual, con sus casi cuatro siglos de existencia, es una de las ciudades más antiguas de Estados Unidos tras aquellas del sur del país que fueron originalmente fundadas por los españoles y fueron parte del antiguo mapa mexicano.
La ciudad debe su crecimiento a su estratégico puerto, que adquirió importante influencia durante el apogeo del tráfico comercial de esclavos por parte de los ingleses, holandeses y portugueses con África, India, Rusia, Sumatra y China; durante el siglo XVIII y a comienzos del XIX. Recientemente, y teniendo en cuenta su historia, así como su rica arquitectura —de la época mencionada— (aspectos reconocidos tanto local como internacionalmente), se le otorgó la condición de Patrimonio Histórico Nacional. Hay más de 60 restaurantes, cafeterías y tiendas de café en el centro de la ciudad.
Salem recibe más de un millón de visitantes[cita requerida] al año, que provienen de todo el mundo. Esta ciudad concentra una gran parte de los lugares históricos del estado de Massachusetts, además de museos, actividades culturales, restaurantes finos y comercios selectos.

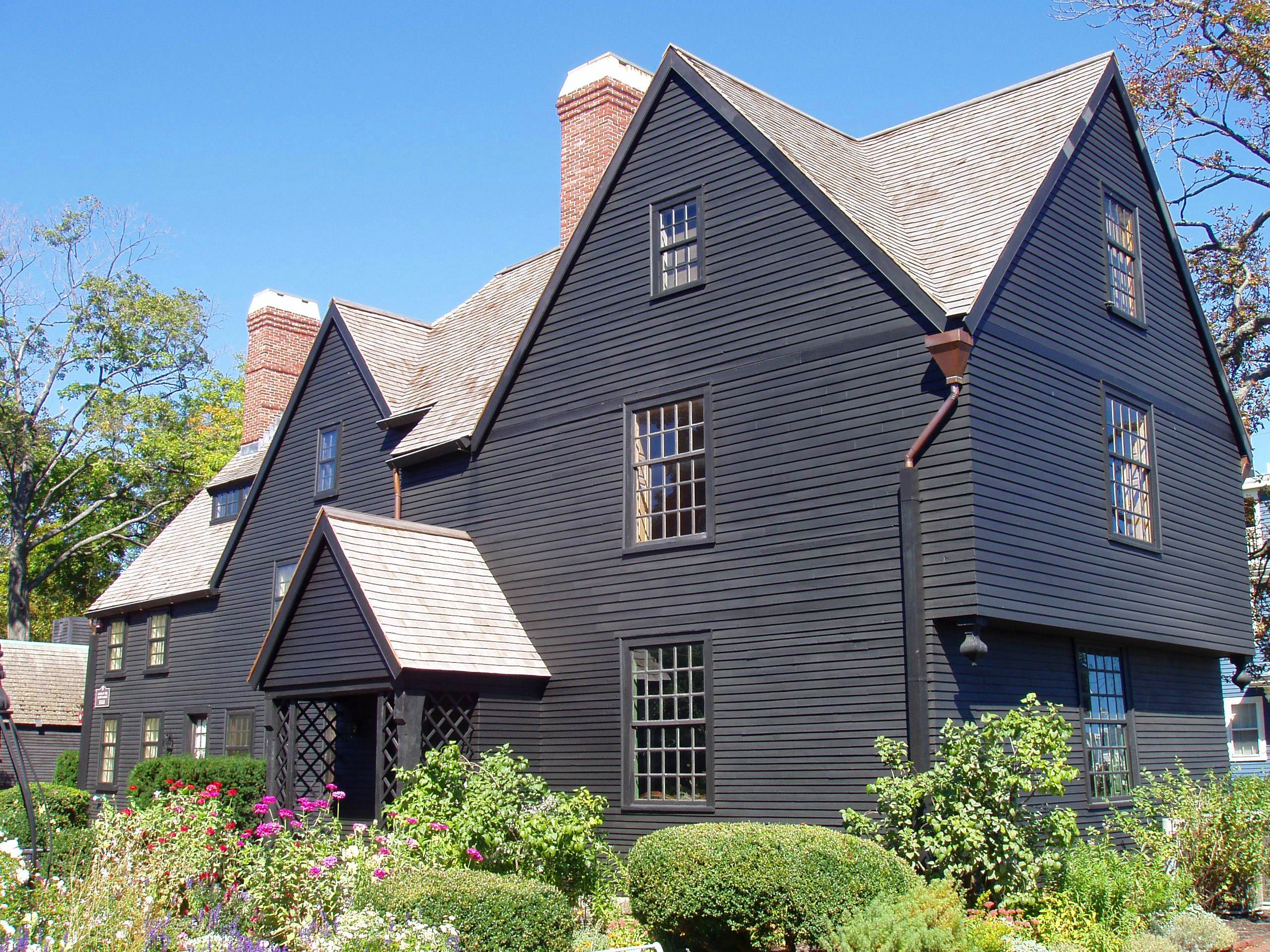
La Casa de los Siete Tejados (The House of the Seven Gables)

Salem se encuentra ubicada en las coordenadas 42°30′5″N 70°53′51″O / 42.50139, -70.89750. Según la Oficina del Censo de los Estados Unidos, Salem tiene una superficie total de 47,36 km², de la cual 21,44 km² corresponden a tierra firme y (54,72 %) 25,92 km² es agua.

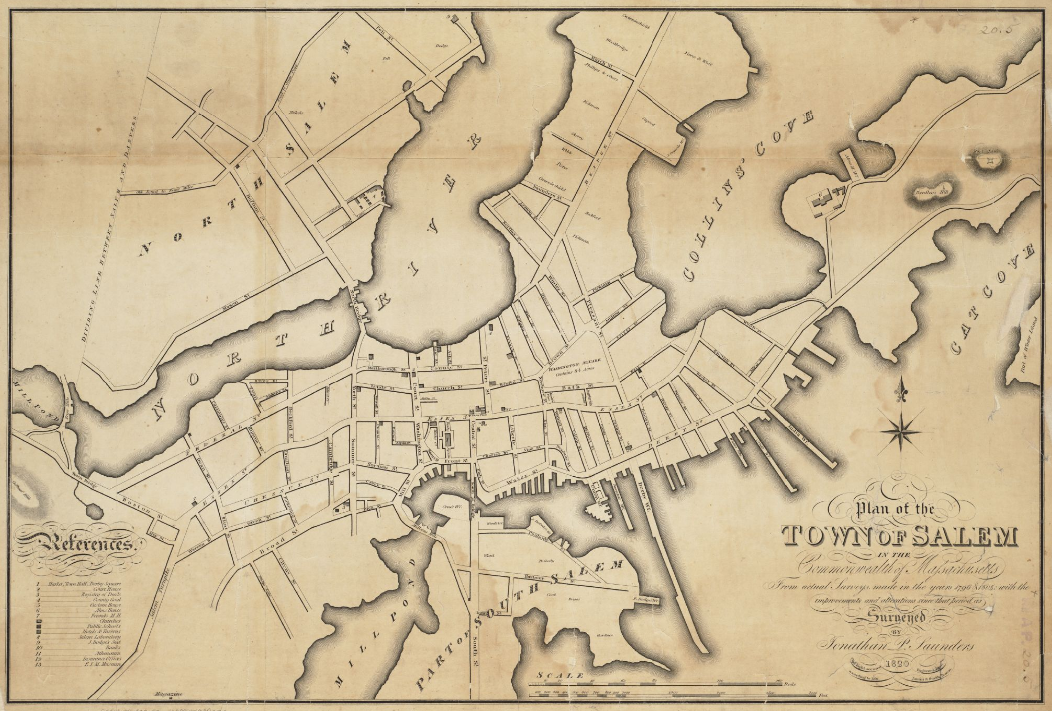
Salem - 1820

## Demografía
Según el censo de 2020, había 44.486 personas residiendo en Salem. La densidad de población era de 872,83 hab./km². De los 41 340 habitantes, Salem estaba compuesto por el 81,5 % blancos, el 4,93 % eran afroamericanos, el 0,42 % eran amerindios, el 2,65 % eran asiáticos, el 0,5 % eran isleños del Pacífico, el 7,04 % eran de otras razas y el 3,41 % pertenecían a dos o más razas. Del total de la población el 15,64 % eran hispanos o latinos de cualquier raza.

## Casas históricas
El distrito histórico Samuel McIntyre está formado por 407 construcciones. Es la mayor aglutinación de edificios de la América colonial de los Estados Unidos. Dentro de él se encuentra la casa del propio McIntyre. Samuel McIntyre o McIntire (16 de enero de 1757 - 6 de febrero de 1811) fue un arquitecto y artesano de la madera estadounidense. Es un ejemplo primordial de la arquitectura de estilo federal. Desarrolló la mayor parte de su obra en esta localidad.

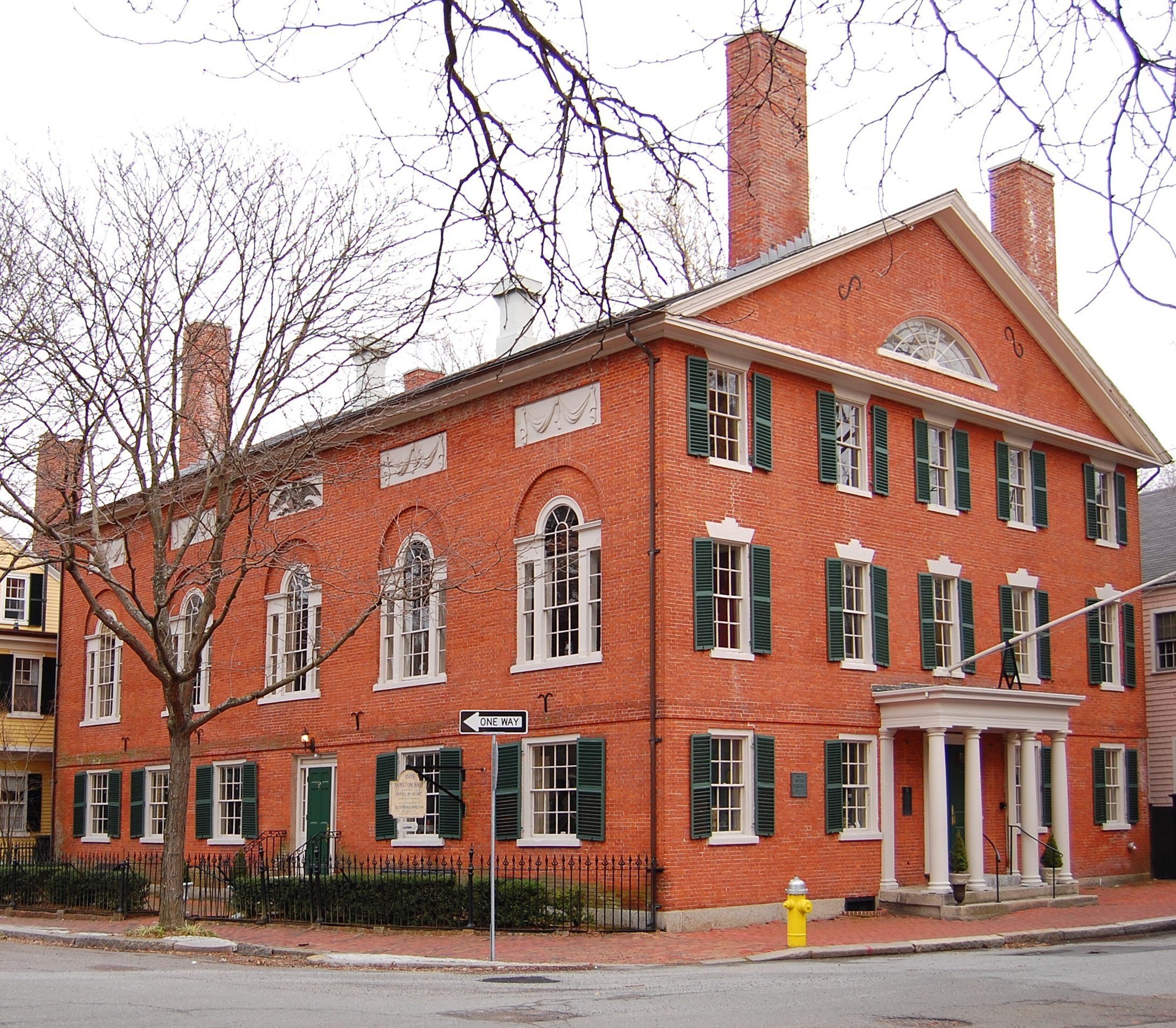
Hamilton Hall por Samuel McIntire.
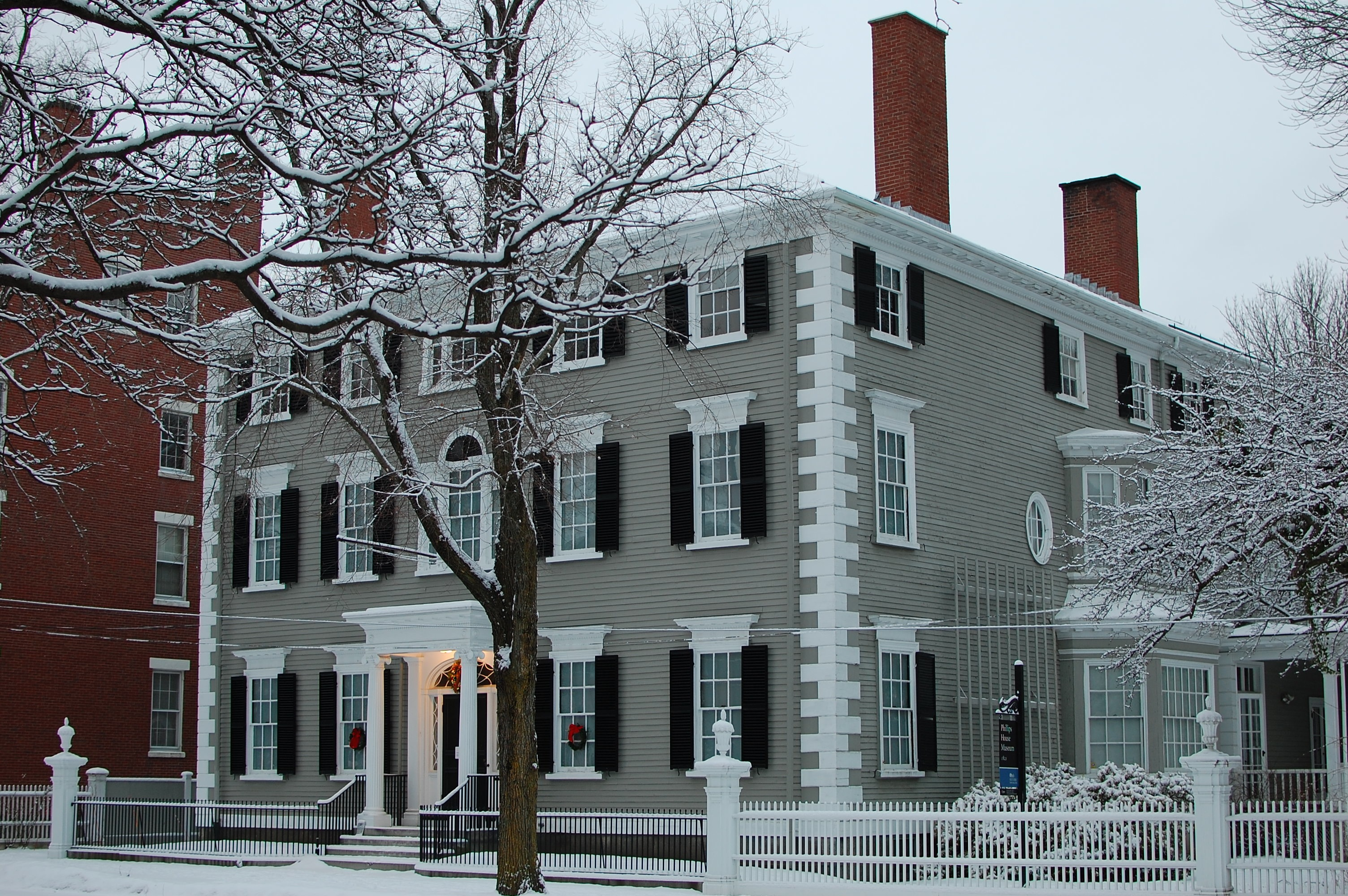
Casa Stephen Phillips
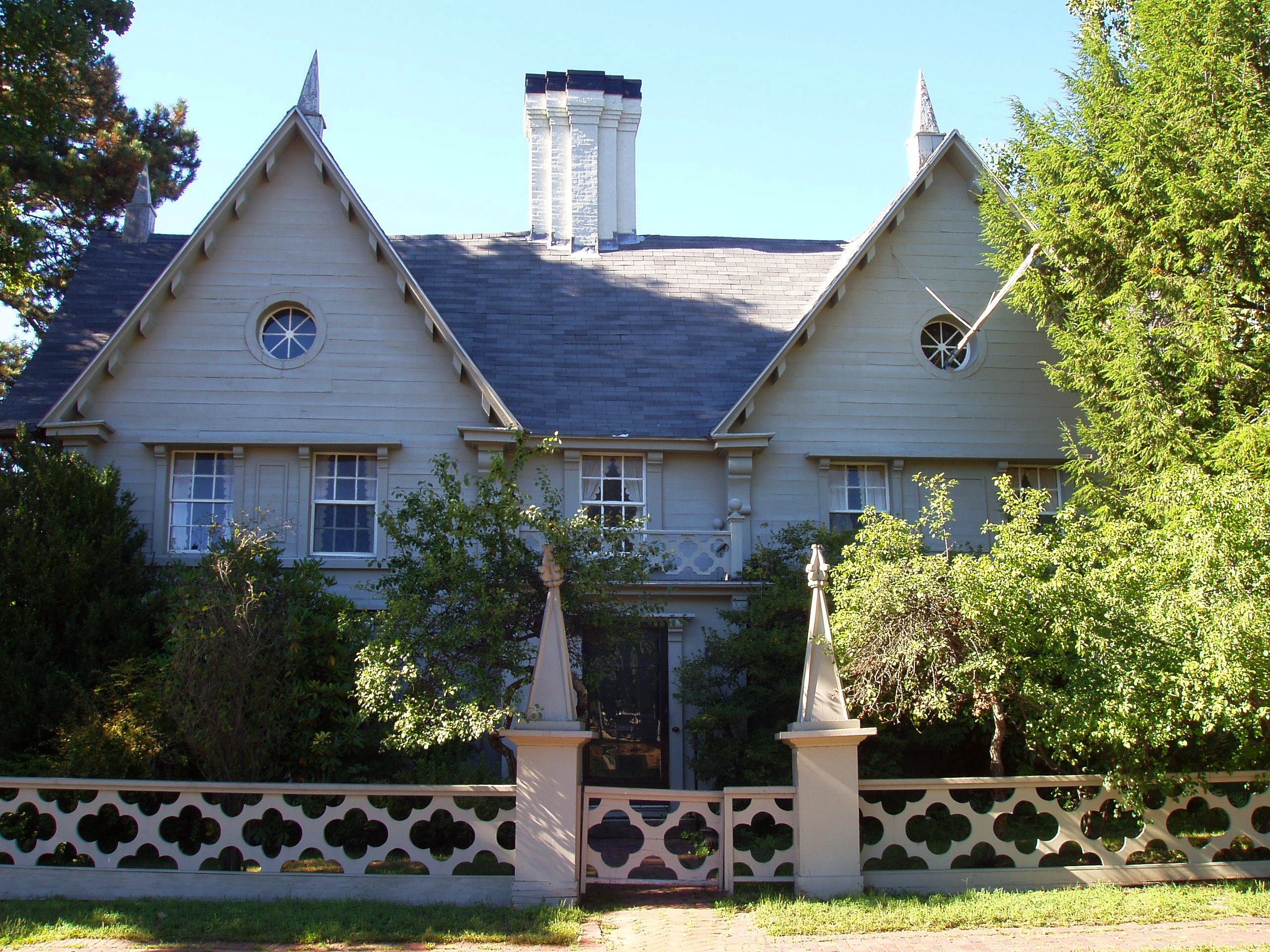
Casa Pickering
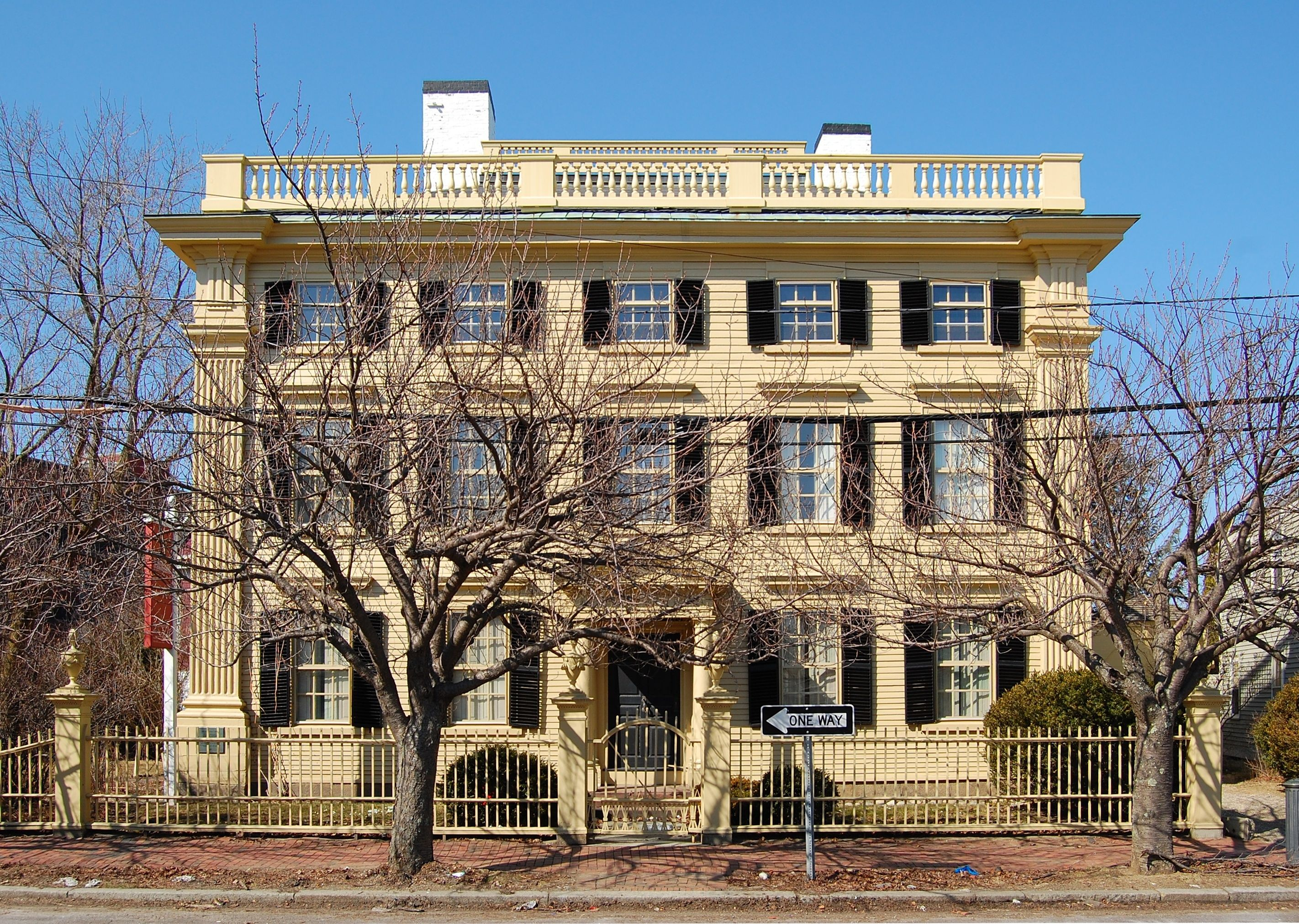
Casa Peirce Nichols
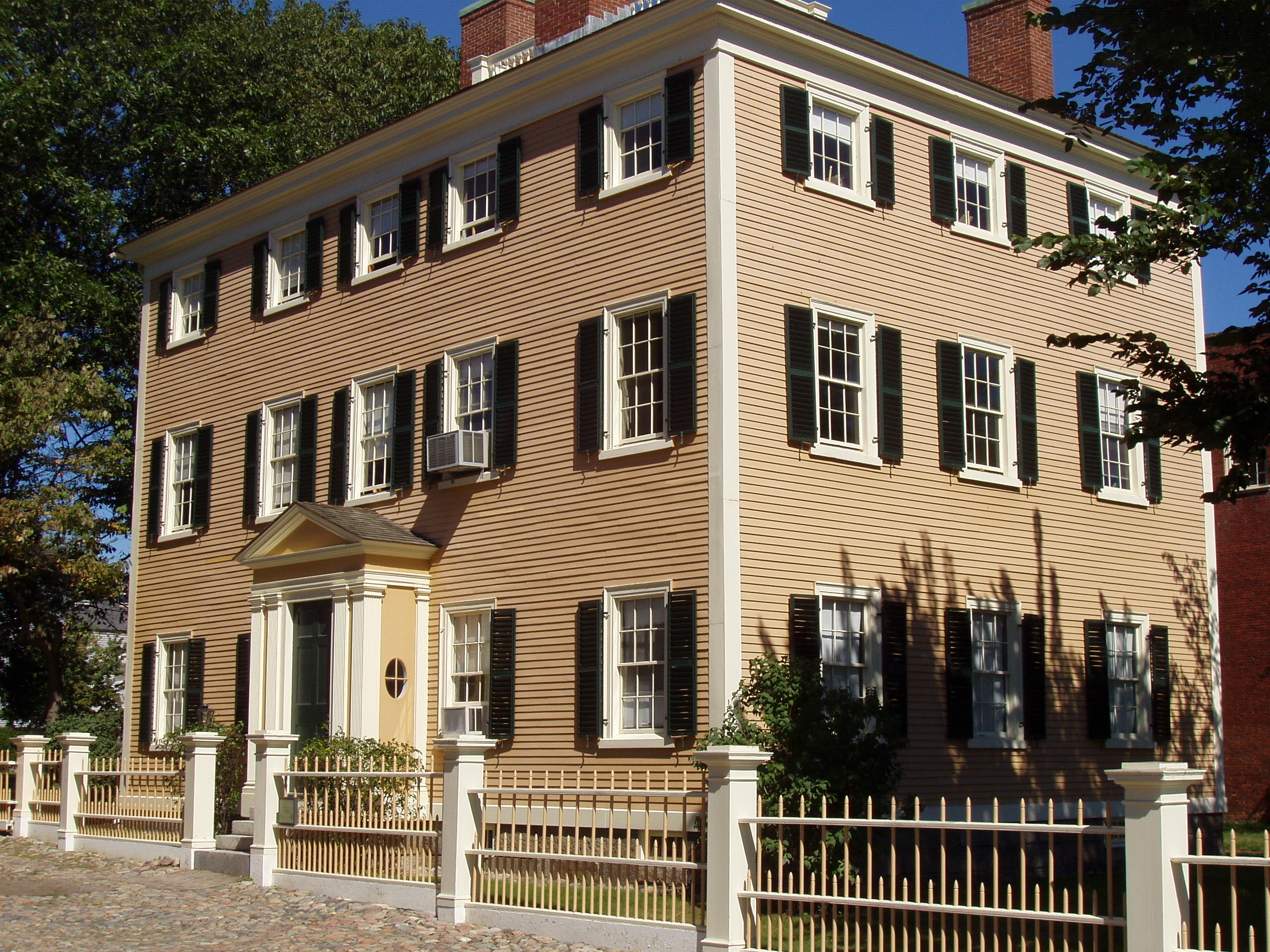
Casa Hawkes
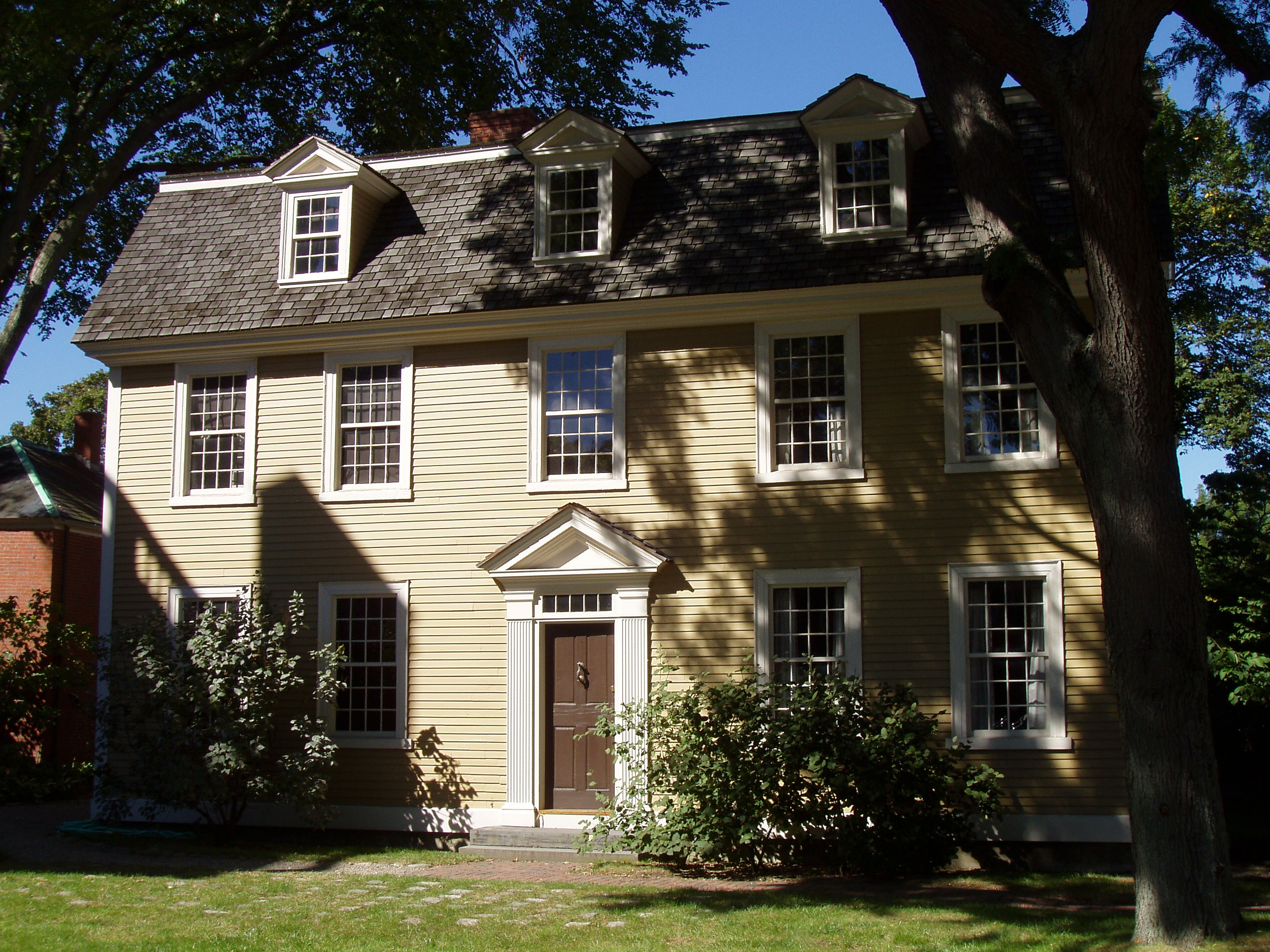
Casa Crowninshield-Bentley
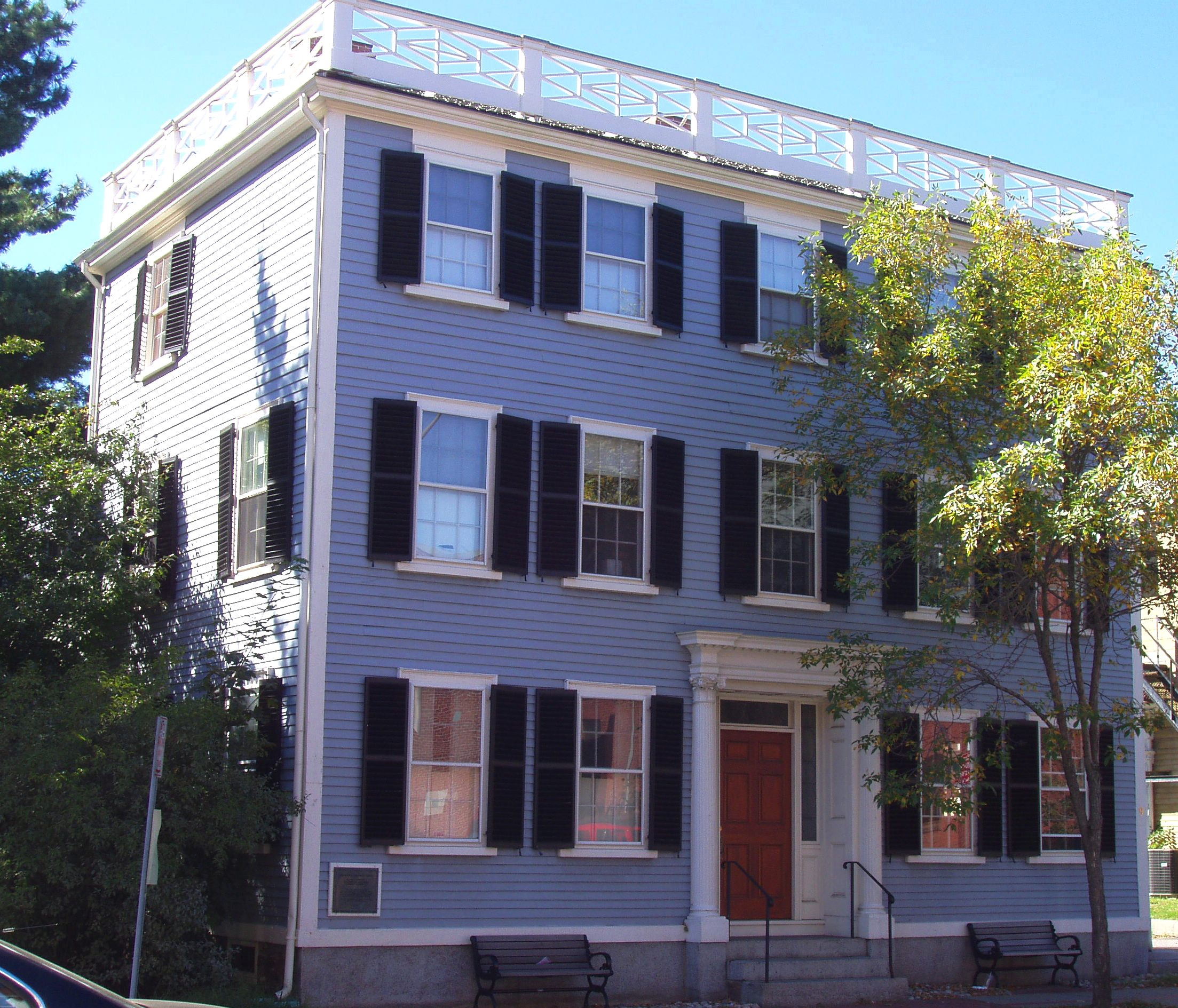
Casa Nathaniel Bowditch
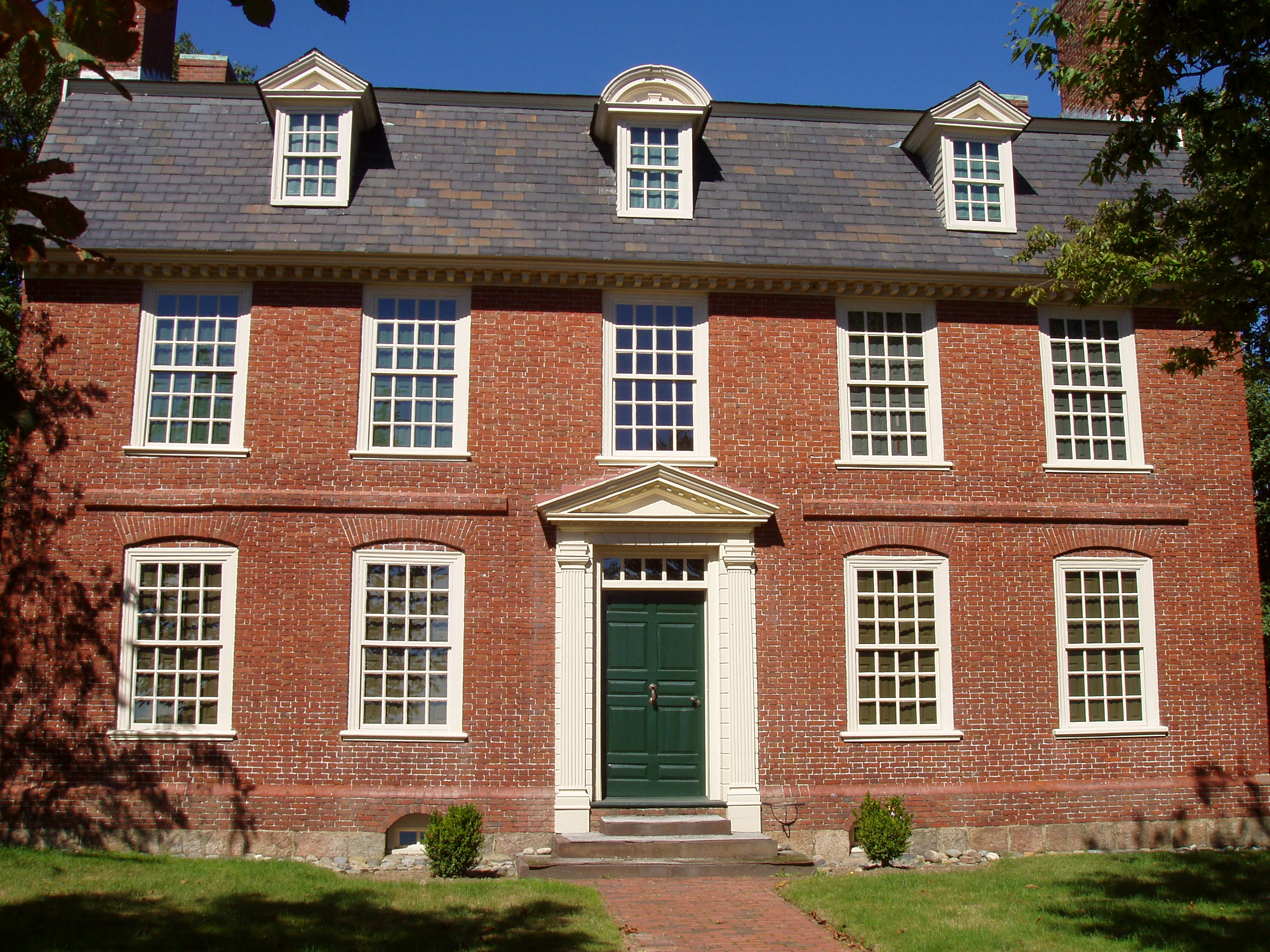
Casa Derby
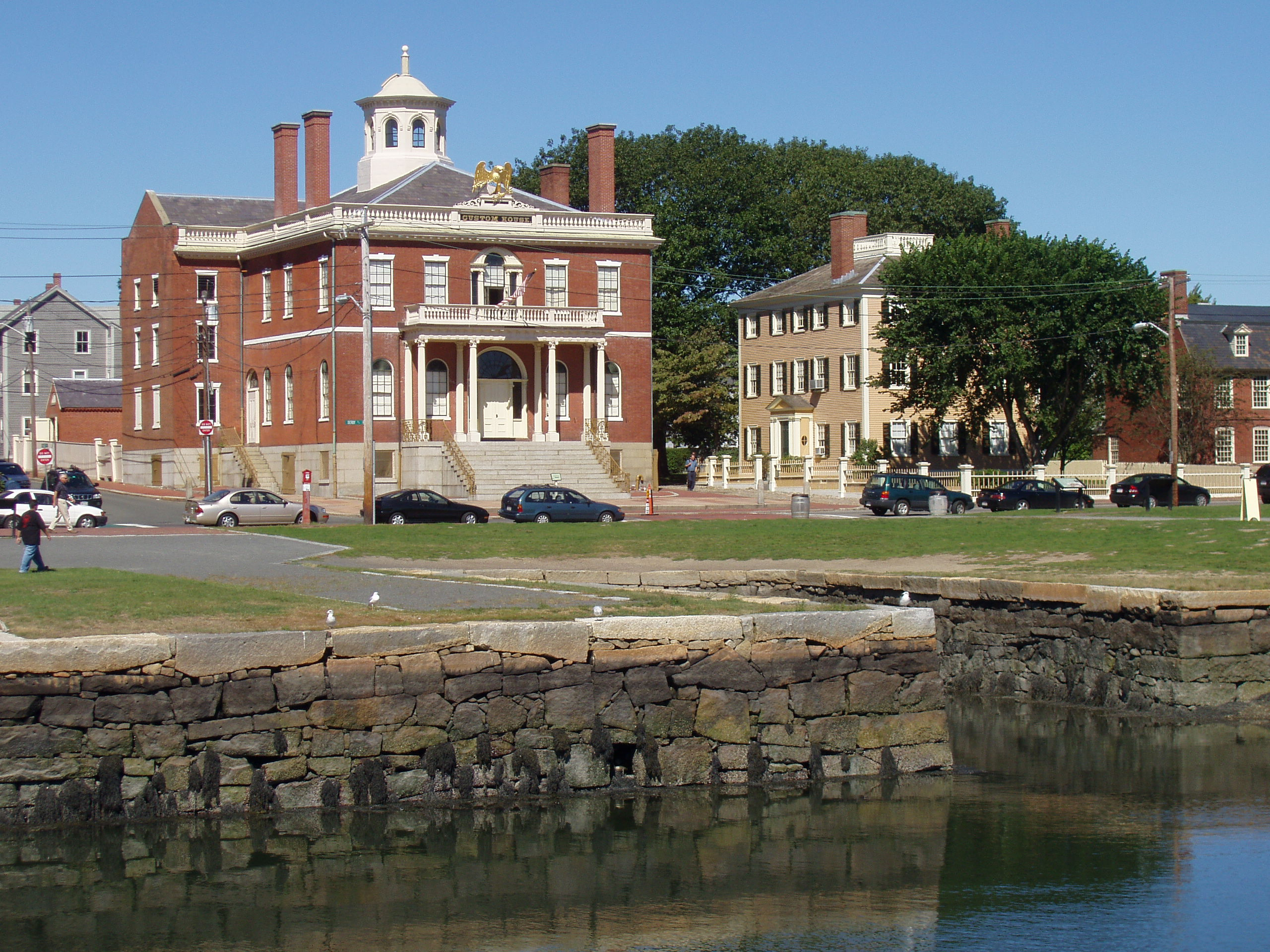
Maison des douanes
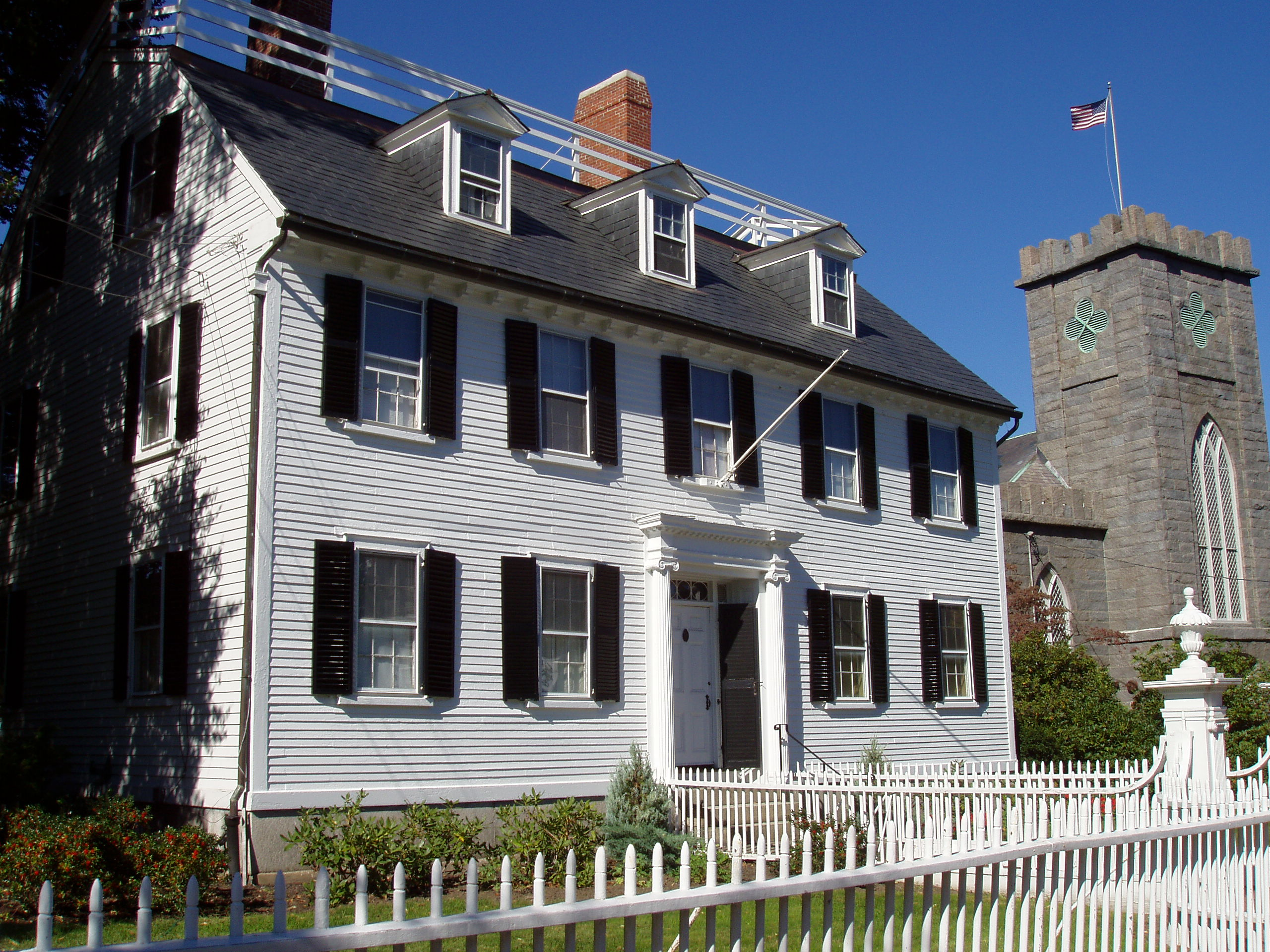
Casa Ropes
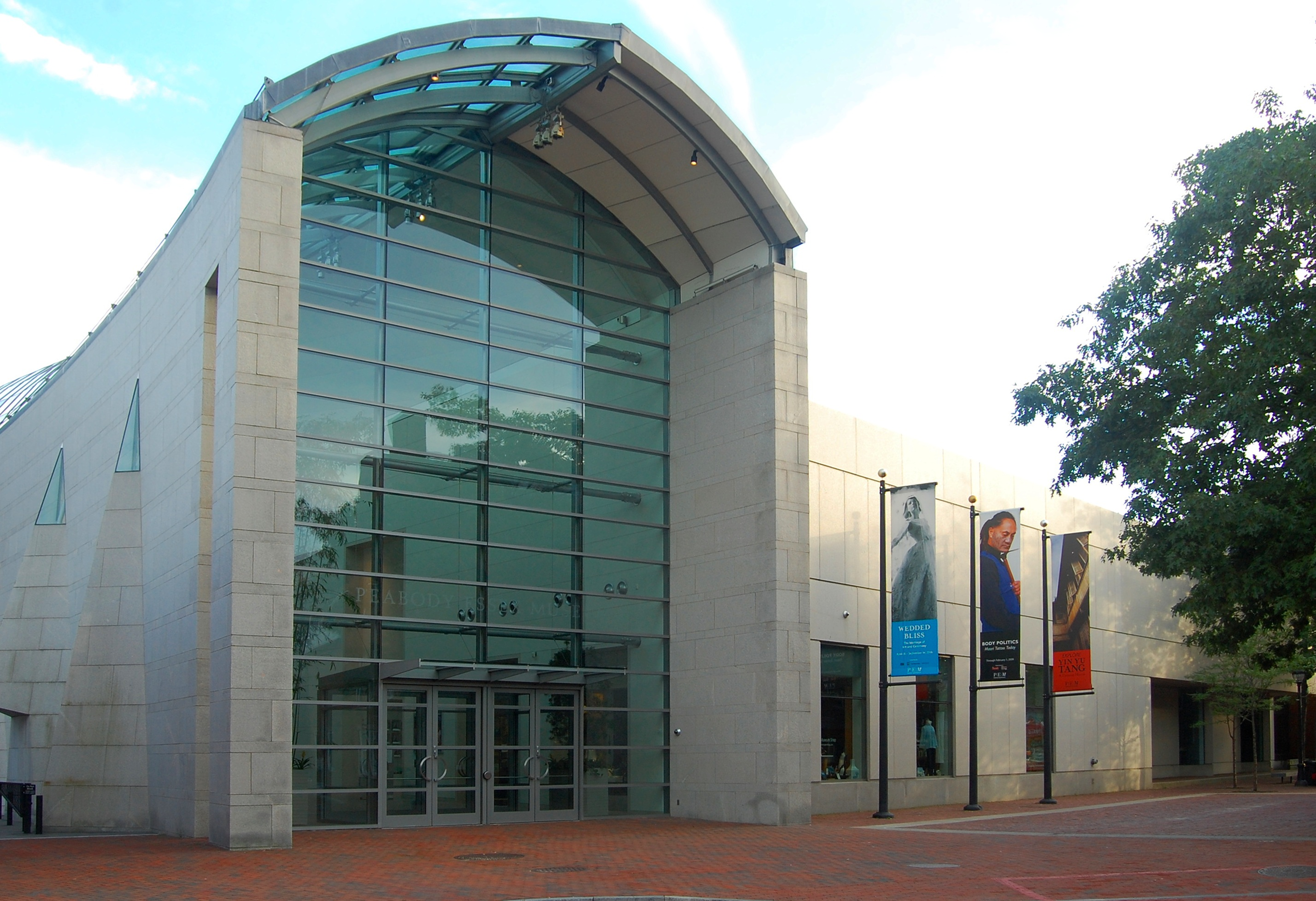
Peabody Essex Museo
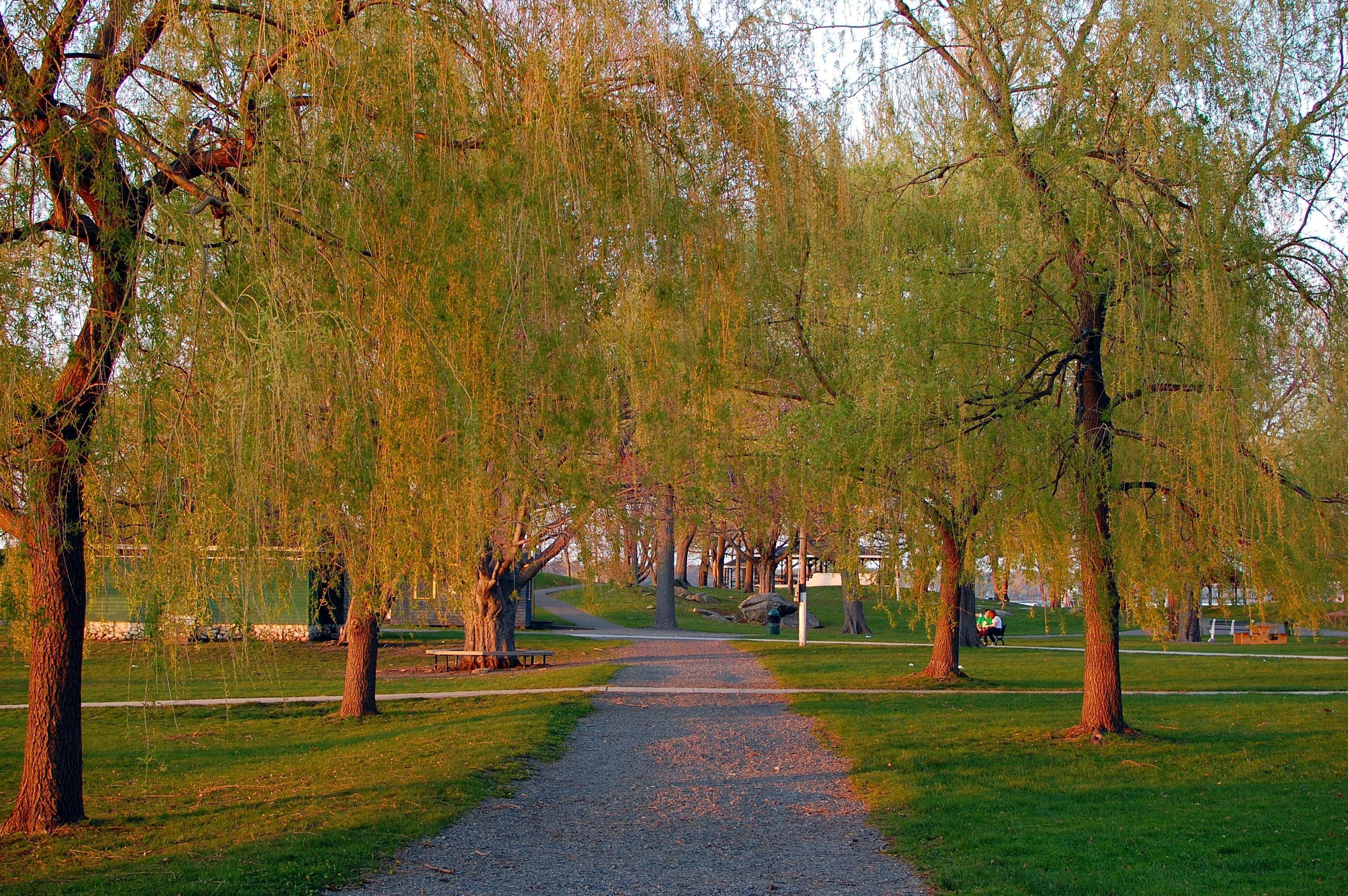
Salem Willows

## Curiosidades
El crucero pesado USS Salem (CA-139), bautizado en honor de la ciudad, muestra en su sello la imagen de una bruja volando en escoba.